# Roger Kluge
Pour les articles homonymes, voir Kluge.
Roger Kluge est un coureur cycliste allemand, né le 5 février 1986 à Eisenhüttenstadt. Il pratique le cyclisme sur piste et sur route. Sur piste, il est notamment champion du monde de l'américaine en 2018 et 2019 avec Theo Reinhardt et en 2024 avec Tim Torn Teutenberg. Sur route, il a remporté une étape du Tour d'Italie 2016.

## Biographie

### Carrière sur piste
Roger Kluge obtient ses premiers résultats sur piste. Il remporte plusieurs médailles chez les juniors, dans les disciplines d'endurance. En 2005, il court dans la catégorie U23 (moins de 23 ans), où il s'adjuge l'UIV Cup (avec Erik Mohs). Il s'adjuge également la même année avec Marcel Kalz la médaille de bronze du championnat d'Europe de course à l'américaine espoirs à Ballerup. En 2009, il devient champion d'Europe de l'américaine, avec Robert Bartko. En 2010, il gagne le titre européen de l'omnium. Il compte également à son palmarès quatre courses de six jours.
Aux Jeux olympiques de Pékin en 2008, Kluge obtient la médaille d'argent derrière l'Espagnol Joan Llaneras dans la course aux points et termine cinquième de l'américaine. Lors des Jeux quatre ans plus tard à Londres, il se classe à la quatrième place de l'omnium.
En 2016, il devient vice-champion du monde de l'omnium, à cinq mois des Jeux olympiques de Rio. Lors de ceux-ci, il se classe à la sixième place de l'omnium.
En 2018, il décroche son premier titre mondial en devenant champion du monde de l'américaine avec Theo Reinhardt. Cela faisait dix ans qu'il cherchait à obtenir son premier maillot arc-en-ciel. Au mois d'août, il se classe deuxième du championnat d'Europe de course à l'américaine. L'année suivante, la paire allemande conserve son titre mondial.

### Carrière sur route
De 2007 à 2009, Roger Kluge est membre de l'équipe continentale LKT Brandenburg. En 2007 et 2008, il remporte le général et plusieurs étapes du Tour de Brandebourg. En 2010, il commence sa carrière professionnelle au sein de l'équipe Milram. Il participe pour la première fois au Tour de France mais est non-partant lors de la neuvième étape. Il remporte cette même année la Neuseen Classics. En 2011, il évolue sous le maillot de l'équipe néerlandaise Skil-Shimano. Il rejoint l'équipe allemande NetApp-Endura en 2013, puis en 2014 l'équipe suisse IAM.
Kluge participe au Tour de France 2014 en tant qu'équipier de Mathias Frank, notamment dans la cinquième étape, qui comporte des secteurs pavés, qui correspondent à son style de coureur. 
En mai 2016, il participe pour la deuxième fois de sa carrière au Tour d'Italie. Il remporte la 17e étape grâce à une attaque dans le dernier kilomètre qui lui permet de résister au retour du peloton. Cette victoire intervient quelques jours après l'annonce de l'arrêt de l'équipe IAM à la fin de la saison. En août de la même année il signe un contrat de deux ans avec la formation australienne Orica-Scott.
Au mois d'août 2018, il signe un contrat avec la formation Lotto-Soudal pour la saison 2019.

## Divers
En 2012, il révèle qu'il a raté trois contrôles antidopage en 18 mois, mais a échappé à la sanction après avoir démontré qu'il n'était pas responsable des tests manqués.
En mars 2018, il est victime d'un AVC léger (accident ischémique transitoire). En octobre 2019, il subit une opération du cœur. 

## Palmarès sur route

### Par années
| - 2007 - Tour de Brandebourg : - Classement général - 2e étape - 2e du Prague-Karlovy Vary-Prague - 2008 - 4e étape du Tour de Berlin - 1re étape du Tour de Mainfranken - Tour de Brandebourg : - Classement général - 1re et 4e (contre-la-montre) étapes - 2009 - 6e étape du Bałtyk-Karkonosze Tour - 4e étape du Tour de Serbie - 2e et 4e étapes de la Course de Solidarność et des champions olympiques - 3e du championnat d'Allemagne sur route | - 2010 - Neuseen Classics – Rund um die Braunkohle - 2012 - 3e de la Clásica de Almería - 2015 - 1re étape du Ster ZLM Toer - 2016 - 17e étape du Tour d'Italie - 2017 - 2e de l'Erzgebirgsrundfahrt - 2023 - 3e du Tour de Sebnitz - 2024 - 3e de l'International Raiffeisenbank Kirschblütenrennen |  |

### Résultats sur les grands tours

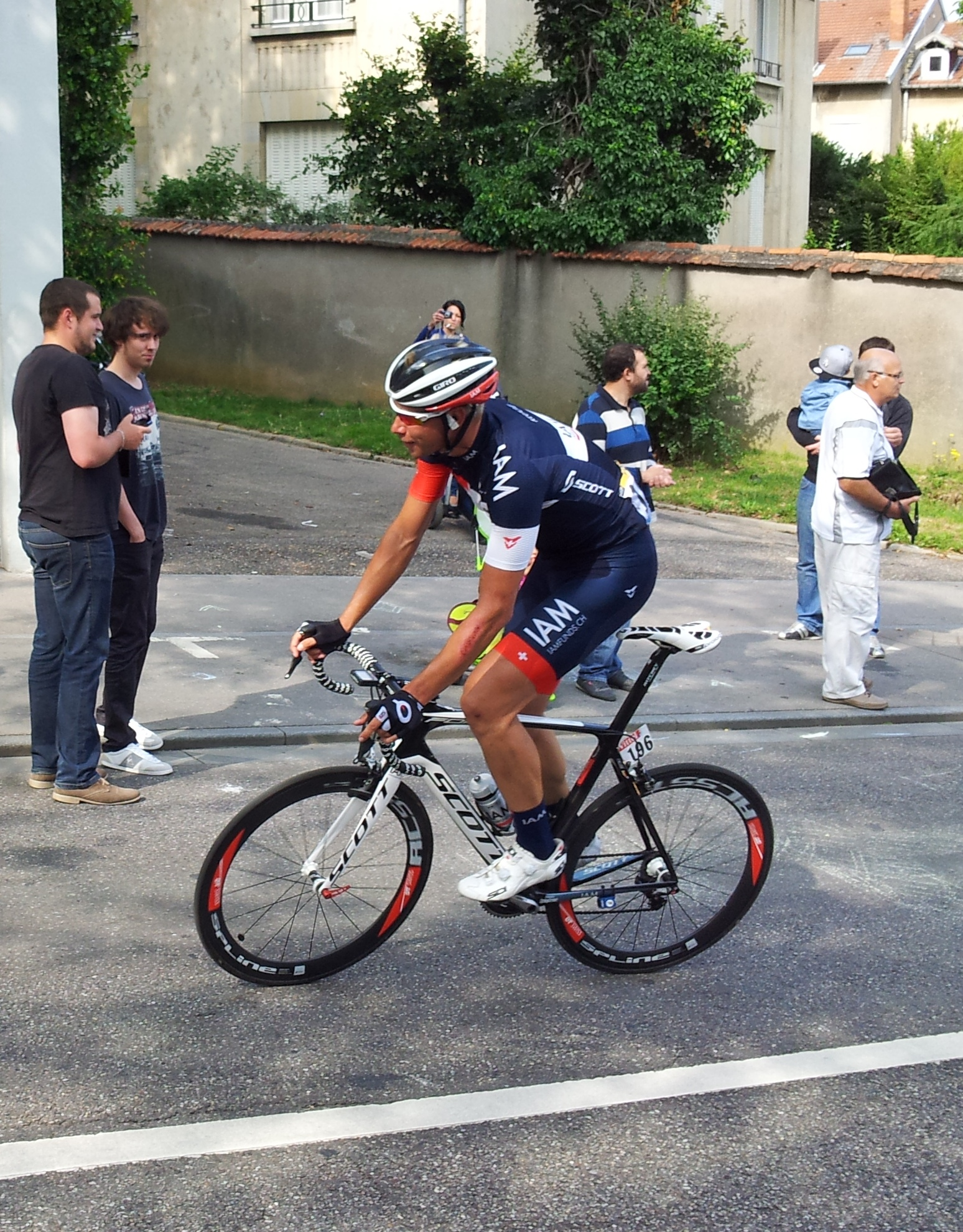
Roger Kluge dans la 7e étape du Tour de France 2014

#### Tour de France
5 participations
- 2010 : non-partant (9e étape)
- 2014 : 139e
- 2019 : 150e
- 2020 : 146e et lanterne rouge
- 2021 : abandon (13e étape)

#### Tour d'Italie
5 participations
- 2015 : 162e
- 2016 : 137e, vainqueur de la 17e étape
- 2019 : non-partant (13e étape)
- 2021 : abandon (14e étape)
- 2022 : 149e et lanterne rouge

### Classements mondiaux
| Année                                 | 2005  | 2006 | 2007 | 2008 | 2009 | 2010 | 2011 | 2012 | 2013 | 2014 | 2015 | 2016 | 2017  | 2018  | 2019  | 2020 | 2021 | 2022  | 2023 | 2024  |
| ------------------------------------- | ----- | ---- | ---- | ---- | ---- | ---- | ---- | ---- | ---- | ---- | ---- | ---- | ----- | ----- | ----- | ---- | ---- | ----- | ---- | ----- |
| Calendrier mondial                    |       |      |      |      | nc   | 278e |      |      |      |      |      |      |       |       |       |      |      |       |      |       |
| UCI World Tour                        |       |      |      |      |      |      |      |      |      |      | 179e | 139e | 431e  | nc    |       |      |      |       |      |       |
| Classement mondial                    |       |      |      |      |      |      |      |      |      |      |      | 487e | 1078e | 1127e | 1998e | 540e | nc   | 1244e | nc   | 1523e |
| UCI Europe Tour                       | 1037e | nc   | 496e | 319e | 173e |      | 166e | 366e | 284e | 914e |      | 791e | 692e  | 917e  | 1308e | 439e | nc   | 866e  | nc   | nc    |
| UCI Asia Tour                         | nc    | nc   | nc   | nc   | nc   |      | 155e | 243e | 315e | nc   |      | nc   | nc    | 307e  |       |      |      |       |      |       |
| UCI America Tour                      | nc    | nc   | nc   | nc   | nc   |      | nc   | 186e | nc   | nc   |      | nc   | nc    | nc    |       |      |      |       |      |       |
| UCI Africa Tour                       | nc    | nc   | nc   | nc   | 122e |      | nc   | nc   | nc   | nc   |      | nc   | nc    | nc    |       |      |      |       |      |       |
|                                       |       |      |      |      |      |      |      |      |      |      |      |      |       |       |       |      |      |       |      |       |
| Légende : nc = non classéSource : UCI |       |      |      |      |      |      |      |      |      |      |      |      |       |       |       |      |      |       |      |       |

## Palmarès sur piste

### Jeux olympiques
- Pékin 2008
  -  Médaille d'argent de la course aux points
  - 5e de l'américaine
- Londres 2012
  - 4e de l'omnium
- Rio 2016
  - 6e de l'omnium
- Tokyo 2020
  - 6e de la poursuite par équipes
  - 9e de l'omnium
  - 9e de la course à l'américaine
- Paris 2024
  - 6e de la course à l'américaine
  - 9e de la poursuite par équipes

### Championnats du monde
- Manchester 2008
  -  Médaillé d'argent de l'américaine
  -  Médaillé de bronze du scratch
- Pruszków 2009
  - 5e de l'américaine
  - 6e de la poursuite par équipes
  - 7e de l'américaine
- Ballerup 2010
  - 5e de l'américaine
  - 8e de la course aux points
- Londres 2016
  -  Médaillé d'argent de l'omnium
- Apeldoorn 2018
  -  Champion du monde de l'américaine (avec Theo Reinhardt)
- Pruszków 2019
  -  Champion du monde de l'américaine (avec Theo Reinhardt)
- Berlin 2020
  -  Médaillé de bronze de l'américaine
- Saint-Quentin-en-Yvelines 2022
  -  Médaillé d'argent de la course aux points
- Ballerup 2024
  -  Champion du monde de l'américaine (avec Tim Torn Teutenberg)

### Coupe du monde
- 2007-2008
  - Classement général du scratch
  - 1er du scratch à Sydney
- 2008-2009
  - 1er de l'américaine à Manchester (avec Olaf Pollack)
  - 3e de l'américaine à Pékin
- 2009-2010 
  - 2e de l'américaine à Manchester
  - 3e de la course aux points à Manchester
- 2010-2011
  - 3e de l'omnium à Pékin
- 2011-2012
  - 1er de l'omnium à Astana
- 2015-2016
  - 2e de l'omnium à Cali
- 2018-2019
  - 3e de l'américaine à Berlin
- 2019-2020
  - 1er de l'américaine à Hong Kong (avec Theo Reinhardt)
  - 2e de l'omnium à Hong Kong
  - 2e de l'omnium à Brisbane

### Coupe des nations
- 2023
  - 1er de l'américaine à Jakarta (avec Theo Reinhardt)
  - 1er de l'américaine au Caire (avec Theo Reinhardt)
  - 3e de l'omnium au Caire
- 2024
  - 2e de l'américaine à Adélaïde

### Championnats d'Europe
| Édition / Épreuve      | Américaine               | Scratch | Omnium | Derny  |
| Athènes 2006 (espoirs) | Bronze                   |         |        |        |
| Cottbus 2007 (espoirs) |                          | Argent  |        |        |
| 2009                   | Or (avec Robert Bartko)  |         |        | Bronze |
| Pruszków 2010          |                          |         | Or     |        |
| Glasgow 2018           | Argent                   |         |        |        |
| Munich 2022            | Or (avec Theo Reinhardt) |         |        |        |
| Granges 2023           | Or (avec Theo Reinhardt) |         | 4e     |        |
| Apeldoorn 2024         | Or (avec Theo Reinhardt) |         |        |        |
| Heusden-Zolder 2025    | Argent                   |         |        |        |

### Victoires en Six jours
- Amsterdam : 2009 et 2010 (avec Robert Bartko)
- Berlin : 2011 (avec Robert Bartko), 2013 (avec Peter Schep), 2019 (avec Theo Reinhardt), 2023 (avec Theo Reinhardt) et 2025 (avec Theo Reinhardt)
- Rotterdam : 2017 (avec Christian Grasmann)
- Brême : 2023 (avec Theo Reinhardt)

### Championnats d'Allemagne
- Champion d'Allemagne de la course aux points : 2007 et 2016
- Champion d'Allemagne de l'américaine : 2009 (avec Olaf Pollack), 2022 (avec Theo Reinhardt) et 2025 (avec Tim Torn Teutenberg)
- Champion d'Allemagne de poursuite par équipes : 2009 (avec Stefan Schäfer, Johannes Kahra et Robert Bartko), 2013 (Felix Donath, Stefan Schäfer et Franz Schiewer) et 2024 (Tobias Müller, Felix Groß, Benjamin Boos et Moritz Binder)
- Champion d'Allemagne de l'omnium : 2015 et 2018